# Delhi Dynamos Football Club 2015
Questa voce raccoglie le informazioni riguardanti il Delhi Dynamos nelle competizioni ufficiali della stagione 2015.

## Maglie e sponsor
Il fornitore tecnico per questa stagione è Puma, mentre lo sponsor ufficiale è Spicejet.
| Casa | Trasferta |

## Rosa
| N. |                        | Ruolo | Calciatore                 |
| -- | ---------------------- | ----- | -------------------------- |
| 1  | India (bandiera)       | P     | Subhasish Roy Chowdhury    |
| 2  | Paesi Bassi (bandiera) | C     | Serginho Greene            |
| 3  | Brasile (bandiera)     | D     | Roberto Carlos             |
| 4  | Brasile (bandiera)     | D     | Chicão                     |
| 5  | India (bandiera)       | D     | Anwar Ali                  |
| 6  | Norvegia (bandiera)    | D     | John Arne Riise (capitano) |
| 7  | Brasile (bandiera)     | A     | Vinicius Ferreira De Souza |
| 8  | Paesi Bassi (bandiera) | C     | Hans Mulder                |
| 9  | India (bandiera)       | A     | Robin Singh                |
| 10 | Inghilterra (bandiera) | A     | Adil Nabi                  |
| 11 | India (bandiera)       | C     | Francis Fernandes          |
| 12 | India (bandiera)       | C     | Gunashekar Vignesh         |
| 13 | Spagna (bandiera)      | P     | Toni Doblas                |
| 14 | India (bandiera)       | C     | Zodingliana Ralte          |

| N. |                    | Ruolo | Calciatore           |
| -- | ------------------ | ----- | -------------------- |
| 15 | Francia (bandiera) | C     | Florent Malouda      |
| 16 | Brasile (bandiera) | A     | Gustavo Marmentini   |
| 19 | India (bandiera)   | D     | Robert Lalthlamuana  |
| 20 | India (bandiera)   | A     | Seminlen Doungel     |
| 21 | India (bandiera)   | P     | Ravi Kumar           |
| 22 | India (bandiera)   | D     | Naoba Singh          |
| 23 | India (bandiera)   | C     | Souvik Chakraborty   |
| 26 | India (bandiera)   | C     | Sehnaj Singh         |
| 27 | India (bandiera)   | D     | Prabir Das           |
| 28 | India (bandiera)   | C     | Shylo Malsawmtluanga |
| 30 | India (bandiera)   | D     | Anas Edathodika      |
| 31 | India (bandiera)   | P     | Ishan Debnath        |
| 33 | India (bandiera)   | P     | Sanjiban Ghosh       |
| 43 | Ghana (bandiera)   | A     | Richard Gadze        |

## Calciomercato
| Acquisti | Acquisti                | Acquisti           | Acquisti   |
| R.       | Nome                    | da                 | Modalità   |
| -------- | ----------------------- | ------------------ | ---------- |
| P        | Subhasish Roy Chowdhury | East Bengal        | definitivo |
| P        | Toni Doblas             | Cornellà           | svincolato |
| P        | Ishan Debnath           | Prayag United      | prestito   |
| P        | Sanjiban Ghosh          | Mumbai             | prestito   |
| P        | Ravi Kumar              | Goa                | prestito   |
| D        | Roberto Carlos          |                    | svincolato |
| D        | Chicão                  | Bahia              | svincolato |
| D        | Anwar Ali               |                    |            |
| D        | John Arne Riise         | APOEL              | svincolato |
| D        | Robert Lalthlamuana     | East Bengal        | prestito   |
| D        | Naoba Singh             | Royal Wahingdoh    | definitivo |
| D        | Prabir Das              | Dempo              | prestito   |
| D        | Anas Edathodika         | Pune               | prestito   |
| C        | Serginho Greene         | Othellos Athīainou | svincolato |
| C        | Hans Mulder             |                    |            |
| C        | Francis Fernandes       |                    |            |
| C        | Gunashekar Vignesh      | Bharat             | definitivo |
| C        | Zodingliana Ralte       | Shillong Lajong    | prestito   |
| C        | Florent Malouda         | Metz               | svincolato |
| C        | Souvik Chakraborty      | Mohun Bagan        | prestito   |
| C        | Sehnaj Singh            | Mohun Bagan        | definitivo |
| C        | Shylo Malsawmtluanga    | East Bengal        | prestito   |
| A        | Vinicius                |                    |            |
| A        | Robin Singh             | Bengaluru          | definitivo |
| A        | Adil Nabi               | West Bromwich      | prestito   |
| A        | Gustavo Marmentini      | Athl. Paranaense   | prestito   |
| A        | Seminlen Doungel        | Bengaluru          | prestito   |
| A        | Richard Gadze           | Ebusua Dwarfs      | svincolato |

| Cessioni | Cessioni | Cessioni | Cessioni |
| R.       | Nome     | a        | Modalità |
| -------- | -------- | -------- | -------- |

## Risultati

### Indian Super League
| Margao 4 ottobre 2015, ore 19:00 UTC+5:30 1ª giornata                  | FC Goa    | 2 – 0 | Delhi Dynamos | Fatorda Stadium |
| \| \| \| \| \| Chakraborty 3’ (A.g.) Reinaldo 45+3’ \| Marcatori \| \| |           |       |               |                 |
|                                                                        |           |       |               |                 |
| Chakraborty 3’ (A.g.) Reinaldo 45+3’                                   | Marcatori |       |               |                 |

| New Delhi 8 ottobre 2015, ore 19:00 UTC+5:30 2ª giornata | Delhi Dynamos | 1 – 0 | Chennaiyin | Jawaharlal Nehru Stadium |
| \| \| \| \| \| Chicão 8’ (Rig.) \| Marcatori \| \|       |               |       |            |                          |
|                                                          |               |       |            |                          |
| Chicão 8’ (Rig.)                                         | Marcatori     |       |            |                          |

| Pune 14 ottobre 2015, ore 19:00 UTC+5:30 3ª giornata                                  | Pune City | 1 – 2                               | Delhi Dynamos | Balewadi Stadium |
| \| \| \| \| \| Kalu Uche 90+8’ \| Marcatori \| 24’ Robin Singh 90+7’ Richard Gadze \| |           |                                     |               |                  |
|                                                                                       |           |                                     |               |                  |
| Kalu Uche 90+8’                                                                       | Marcatori | 24’ Robin Singh 90+7’ Richard Gadze |               |                  |

| Kochi 18 ottobre 2015, ore 19:00 UTC+5:30 4ª giornata | Kerala Blasters | 0 – 1             | Delhi Dynamos | Jawaharlal Nehru Stadium (Kochi) |
| \| \| \| \| \| \| Marcatori \| 87’ Richard Gadze \|   |                 |                   |               |                                  |
|                                                       |                 |                   |               |                                  |
|                                                       | Marcatori       | 87’ Richard Gadze |               |                                  |

| Mumbai 21 ottobre 2015, ore 19:00 UTC+5:30 5ª giornata   | Mumbai City | 2 – 0 | Delhi Dynamos | DY Patil Stadium |
| \| \| \| \| \| Sunil Chhetri 13’, 74’ \| Marcatori \| \| |             |       |               |                  |
|                                                          |             |       |               |                  |
| Sunil Chhetri 13’, 74’                                   | Marcatori   |       |               |                  |

| Arbitro: | Shaban |

|  |           |                  |
|  | Marcatori | 90+3’ Marmentini |

| Arbitro: | Gantar D. |

|                   |           |           |
| Richard Gadze 37’ | Marcatori | 72’ Simao |

| Arbitro: | Nagvenkar T. |

|                   |           |                        |
| Robin Singh 90+5’ | Marcatori | 70’ Frédéric Piquionne |

| Arbitro: | Gamini |

|           |           |          |
| Gadze 61’ | Marcatori | 27’ Hume |

| Arbitro: | Nagvenkar T. |

|                                                              |           |                   |
| Adil Nabi 35’ Anas Edathodika 40’ John Arne Riise 86’ (Rig.) | Marcatori | 90+5’ Adrian Mutu |

| Arbitro: | Tan Hai |

|                                                                 |           |  |
| Stiven Mendoza 17’ Bruno Pelissari 21’ Jeje Lalpekhlua 40’, 54’ | Marcatori |  |

| Arbitro: | Irmatov R. |

|                     |           |                                        |
| Seityasen Singh 37’ | Marcatori | 30’ Robin Singh 88’ Gustavo Marmentini |

| Arbitro: | Srikrishna C. |

|                                                        |           |                                                      |
| Gustavo Marmentini 7’ Adil Nabi 40’ Sehnaj Singh 90+2’ | Marcatori | 9’ Chris Dagnall 30’ João Coimbra 38’ Antonio German |

| Arbitro: | Irmatov R. |

|                                   |           |                                    |
| Serginho Greene 31’ Adil Nabi 40’ | Marcatori | 68’, 69’ Romeo Fernandes 90’ Jofre |

#### Play-off
| Arbitro: | Yamamoto Y. |

|                 |           |  |
| Robin Singh 42’ | Marcatori |  |

| Arbitro: | Banerjee P. |

|                                               |           |  |
| Jofre 12’ Rafael Coelho 27’ Dudu Omagbemi 80’ | Marcatori |  |

### Andamento in campionato
| Giornata  | 1 | 2 | 3 | 4 | 5 | 6 | 7 | 8 | 9 | 10 | 11 | 12 | 13 | 14 |
| --------- | - | - | - | - | - | - | - | - | - | -- | -- | -- | -- | -- |
| Luogo     | T | C | T | T | C | T | C | C | C | C  | T  | T  | C  | C  |
| Risultato | P | V | V | V | P | V | N | N | N | V  | P  | V  | N  | P  |
| Posizione | 8 | 5 | 3 | 2 | 3 | 2 | 2 | 2 | 3 | 2  | 2  | 1  | 3  | 4  |

Legenda:

Luogo: C = Casa; T = Trasferta. Risultato: V = Vittoria; N = Pareggio; P = Sconfitta.